# Klostret Kremsmünster

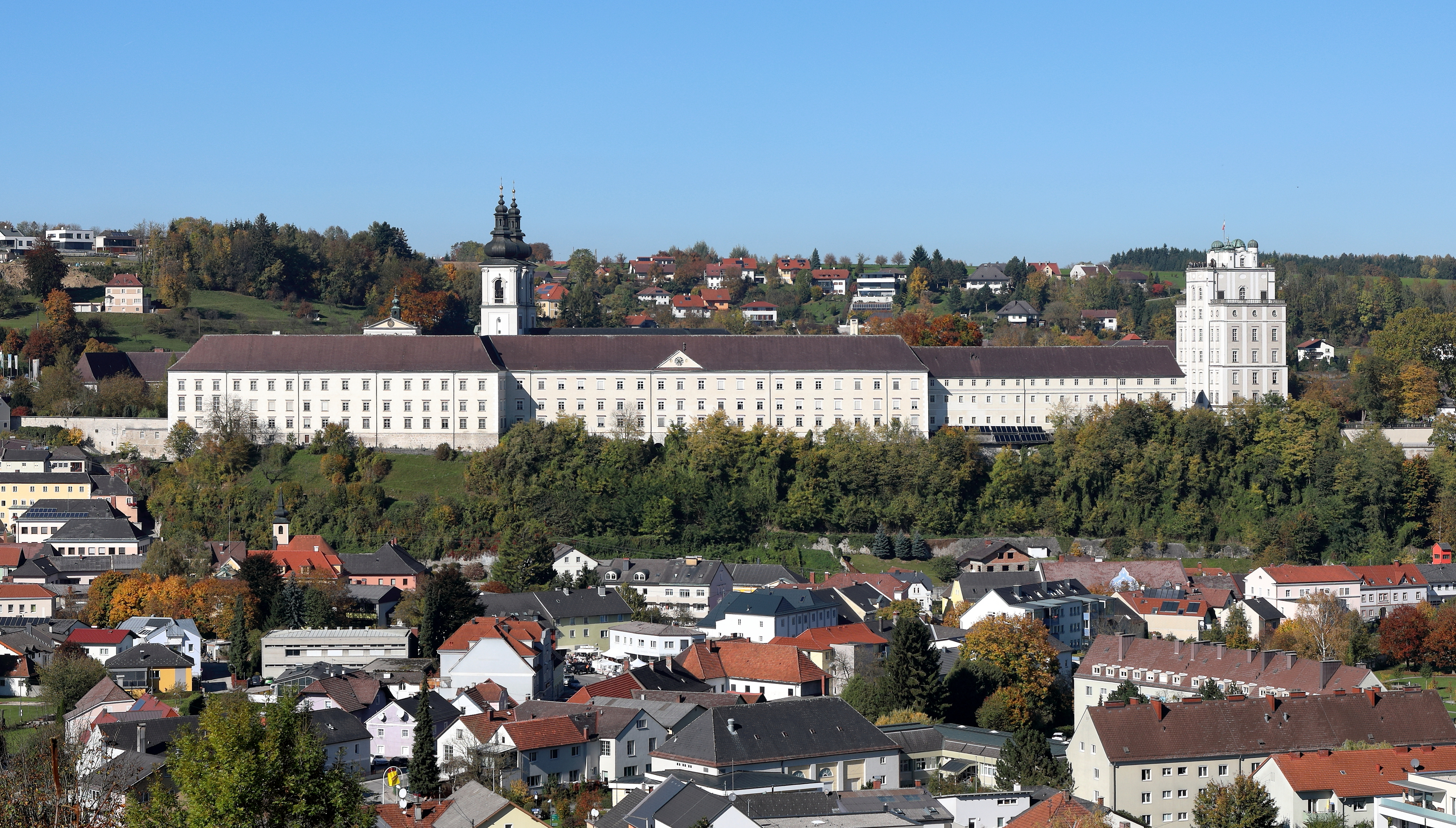
Kremsmünster klosterkyrka. Observatoriet ("Sternwarte Kremsmünster") syns i vänsterkanten.

Klostret Kremsmünster (tyska: Stift Kremsmünster) är ett benediktinerkloster i Kremsmünster i Oberösterreich.

## Historia
Klostret grundades 777 av Tassilo III, hertig av Bayern. Enligt legenden sägs Tassilo grundat klostret där hans son, Gunther, hade attackerats och dödats av ett vildsvin under en jakt.
Den första munkkolonin kom från Niederbayern, under Fateric, den första abboten. Den nya stiftelsen fick generösa donationer från grundaren, men också från Karl den store och hans efterträdare.
Klostrets ställning och annseende blev snart så stort att dessa abbotar, i biskopens frånvaro från stiftet (Passaus katolska stift), innehade den episkopala ledningen.
På 900-talet förstördes klostret under en ungersk räd och dess ägodelar delades mellan hertigen av Bayern och andra adliga och biskopen. Klostret kom dock att återupprättas och dess egendom återtogs, under kejsar Henrik II, när Sankt Godehard blev abbot.
Kremsmünster, i likhet med andra religiösa hus, kom sedan in i en allt djupare nedgång, som lyckligtvis stoppades av biskop Altmann of Passau, som tog dit en kommunitet från Gottesau, och introducerade Clunyreformen. Efter detta blev klostret känt som ett av de mest blomstrande i Tyskland, "föregångare till alla andra kloster" sade en anomnym krönikör, "under iakttagande och fromhet, med hänsyn till dess mark, byggnader, böcker, målningar och andra innehav, och antalet av dess prominenta medlemmar i lärande och i konst".
Klostrets bibliotek var berömt, och drog till sig framstående lärda män till Kremsmünster, där flera betydande verk skrevs, däribland historier om Passaus biskopar Bayerns hertigar men också krönikor om själva klostret. Schrodl ger en lista av författare kopplade till Kremsmünster från 1000-talet till 1500-talet och om deras litterära arbeten. En av de mest framstående abbotarna var Ulrich Schoppenzaun (1454–1484) och hans discipel och efterträdare Johann Schreiner (1505–1524) som klostret har att tacka för att det överlevde reformationen.
Från reformationstiden och framåt hölls successionen av möjliga abbotar klostret på rätt spår. Abbot Gregor Lechner (1543–1558), i mitten av 1500-talet, gjorde klosterskolan, tidigare privat, till en offentlig skola och gjorde mycket för att bevara katolisismen i området där protestantismen kommit att bli allmänt förekommande - till den grad att hans efterträdare, abbot Weiner (1558–1565) favoriserade dem och därmed införde meningsskiljaktigheter i klostret, en oenighet som riskade utvecklas till en allvarlig splittring. Detta förhindrades dock av de efterföljande abbotarna: Abbot Wolfradt (1613–1639) fick klostret att blomstra så till den grad att han kom att kallas dess tredje grundare. Klostrets ställning som ett centrum för studier och lärande växte ytterligare under hans efterträdare, Placid Buchauer (1644–1669).

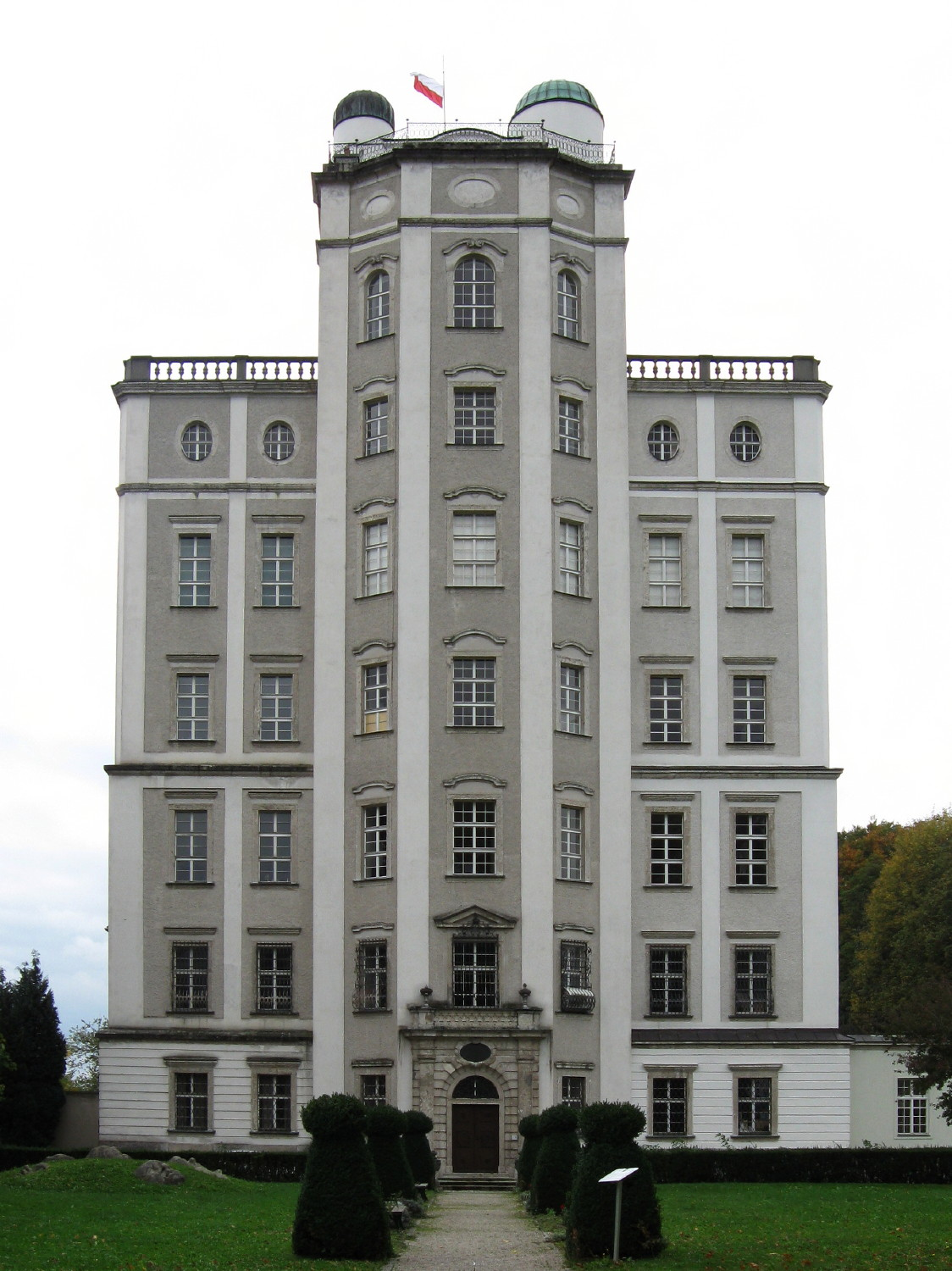
"Mathematical Tower" med det astronomiska observatorierna på toppen.

Bland 1700-talets abbotar, var den mest framstående Alexander Fixmillner (1731–1759), som lät uppföra observatoriet, ordnade flera vägar på klostrets egendom och var en man upphöjde livet och betydande allmosor till de fattiga. Hans brorson Placidus Fixlmillner, den första astronomen som beräknade Uranus bana, utsågs senare till observatoriets direktör.
Mot slutet av 1700-talet hotades klostret av stängning under Josef II:s religiösa reformer, men klostret hade turen att slippa undan.
Klostret led mycket under Napoleonkrigen och återhämtningen tog tid. Det var inte förrän Thomas Mitterndorfers abbotstid (1840–1860) som det efter att ha återhämtat sig materiellt och återinrättat lärande och disciplin, som klostret återfick sin gamla ställning. En av de mest ärofyllda abbotarna på 1800-talet var Dom Cölestin Ganglbauer (död 1889), som 1887, firade klostrets 1000-årsjubileum, blev ärkebiskop i Wien 1881 och upphöjdes till kardinal 1884. På 1900-talet var den framstående entomologen Dom Leander Czerny abbot från 1905 till 1929.
Sedan 1625 har klostret varit medlem av den Österrikiska kongregationen, idag inom den Benediktinska konfederationen.
Klostret har också spelat en roll i slutet av Andra världskriget, då det var här som, den 8 maj 1945, den Slovakiska regeringen i exil kapitulerade inför general Walton Walker i ledning för XX Corps i USA:s tredje armé.

## Byggnationer
Från mitten av 1600-talet, tack vare ett omfattande byggprogram, som mestadels återanvändade äldre byggmaterial, växte lokalytorna så mycket att det i Österrike bara fanns ett kloster som var större, Klostret i Melk. Arkitekt och byggare var Jakob Prandtauer, som också var ansvarig för klosterkyrkan i Melk.
Kremsmünster nådde sin största utsträckning i södra flygeln, som är omkring 290 meter lång. De viktigaste rummen låg här: refektoriet, biblioteket och kejsarsalen. Flygeln slutar i öster i Mathematiska tornet, 51 meter högt, där observatoriet ligger (Kremsmünster Sternwarte). Det finns en intressant samling naturhistoriska objekt i de lägre delarna av observatoriet, som är åtta våningar högt; och en märklig kännetecken är serien med fisktankar, dekorerade med statyer och en pelargång.

## Klosterkyrkan
Huvudkyrkan är tillägnad "Heliga förlossaren och Sankt Agapetus" (Zum Heiligen Erlöser und zum Heiligen Agapitos). Byggandet var klart 1277, i senromansk och unggotisk stil. Efter 1613 byggdes kyrkan om till barockstil. Mellan 1680 och 1720 redekorerades kyrkans interiör med utsökt barockornamenteringar ritade av Carlo Antonio Carlone, Giovanni Battista Colomba och Giovanni Battista Barberini.
Speciellt kan man notera högaltaret, skapat av Johann Andreas Wolf 1712 i barockstil, efter tolf års ritande och förberedande. Änglarna av Johann Michael Zürn den yngre, som knäböjer och står vid de många sidoaltarna, är även de imponerande exempel på den österrikiska barocken.
Kyrkan har även den ryktbara Gunthers grav, en kenotaf, som ursprungligen stod framför högaltaret och i sin nuvarande form daterats till en tid före 1304.

## Skola
Klosterskolan har funnits sedan åtminstone 1549. Poeten och författaren Adalbert Stifter utbildades här. Munkarna arbetar än idag med utbildning och underhåll av skolan såväl som med själavårdsarbete.

### Barnmisshandel
Mars 2010 stängdes flera munkar av efter allvarliga anklagelser på sexuella övergrepp och fysiskt våld, däribland den förre chefen för internatskolan. De rapporterade incidenterna sträcker sig över en period från 1970-talet till senare delen av 1990-talet och är för närvarande under polisutredning.
Medan ytterligare anklagelser mot två av de tre anklagade prästerna släpptes på grund av preskription, pågår utredningar kring nära 30 fall mot Fader Alfons, tidigare chefen för internatskolan, vilket kan leda åtal senare i år. Husrannsakan och beslag gjorda i klostret 2010 har avslöjat att den tidigare chefen innehade en Pumprepeterpistol och flera andra vapen. Enligt utredningar från flera drabbade, har Klostret i Kremsmünster en lång kriminell tradition vad gäller barnmisshandel. Årtionden före de aktuella fallen kring fader Alfons och de fall som redan preskriberats mot Fader Benedikt och Fader Petrus finns starka bevis för allvarliga tidigare incidenter på sexuella övergrepp involverande Father Georg på 1960-talet och Fader Altmann före och under 1950-talet.

## Bibliotek
Det praktfulla klosterbiblioteket byggdes mellan 1680 och 1689, också det av Carlo Antonio Carlone. Det är ett av Österrikes stora bibliotek och har omkring 160 000 volymer vid sidan om 1 700 manuskript och nära 2 000 inkunabler.
Den värdefullaste boken är "Codex Millenarius", en evangeliebok skriven omkring år 800 i Mondseeklostret. Faksimiler av denna codex finns i en mängd universitetsbibliotek runt om i världen.

## Skatter
Det mest kända av klostrets skatter är Tassilokalken,som donerades till klostret av dess grundare, Tassilo III. Den koppar- och silverförgyllda bägaren (25,5 cm hög, väger 3 kg och rymmer 1,75 liter) skapades någon gång mellan 768/769 och 788, troligen i Mondsee eller i Salzburg.
De två Tassiloljustakarna trodde man från början hade gjorts av Tassilos spira, men anses idag vara ett arbete gjort på mitten av 900-talet.
Tassilokalken, ljusstakarna och Codex Millenarius används än idag i gudstjänster, men bara vid speciella tillfällen.